# Tales of Phantasia
Tales of Phantasia (яп. テイルズ オブ ファンタジア Тэйрудзу обу фантадзиа) — первая JRPG из серии Tales, разработанная компанией Wolf Team для SNES и выпущенная 15 декабря 1995 года в Японии. Позднее были выпущены ремейки или порты игры для PlayStation, Game Boy Advance и PlayStation Portable.

## Игровой процесс
Битвы в игре носят, как правило, случайный характер. Сражения проходят на отдельном двухмерном экране в реальном времени и в некоторой степени напоминает файтинг. Во время битвы существует возможность нажать паузу, чтобы использовать предмет или заклинание, дать команду другим персонажам (контролируемым AI) или сменить тактику битвы.
В версии для SNES игроку доступны пять игровых персонажей: Кресс, Честер, Минт, Клаус и Арчи. Начиная с версии для PlayStation к ним добавляется ещё один персонаж — юная ниндзя Судзу. Клаус имеет возможность призывать в битвах существ, которые присоединяются к героям по мере прохождения игры. Города и подземелья, посещаемые игроком, являются двухмерными, в то время как карта мира выполнена в трёхмерном пространстве. Можно в режиме Co-op battle играть вчетвером через PlayStation Multitap.

## Сюжет
Главный герой игры, Кресс Элбейн (англ. Cress Albane), а также его друг Честер Бёрклайт (англ. Chester Burklight) — жители небольшой деревни Толтус. Вернувшись с охоты, они обнаруживают, что их деревня разрушена чёрным рыцарем Марсом и его солдатами. Все жители убиты, включая родителей Кресса и сестру Честера. Чтобы выяснить, о чём пыталась поведать перед смертью его мать, Кресс отправляется в город Евклид к своему дяде. Однако тот предаёт его, и приспешники Марса хватают Кресса и бросают его в тюрьму, отобрав у него фамильный медальон. Выясняется, что отец Кресса, Мигель, был одним из четырёх воинов, победивших злого короля Даоса (англ. Dhaos) и наложивших на того заклятие с помощью 2 медальонов, один из которых Мигель взял себе и подарил Крессу на день рождения.
В тюрьме Кресс встречает девушку по имени Минт Аденейд (англ. Mint Adenade), вместе с которой они сбегают из темницы, в чём им помогает погибшая мать Минт, Мерил, также участвовавшая в сражении с Даосом. В доме Торникса Моррисона, ещё одного из четырёх воинов, они вновь встречают Честера. Вслед за Торниксом они отправляются в подземный мавзолей, скрытый в пещере, где рассчитывают застать Марса. Но герои опаздывают: злодей уже освободил Даоса, у которого, как выясняется, имеются свои планы. Он обманывает Марса и убивает его, после чего пытается атаковать команду героев, однако Честер принимает удар на себя. Поскольку противостоять Даосу нет никакой возможности, мистер Моррисон отправляет Кресса и Минт на 100 лет в прошлое, где они смогут получить магическую силу для борьбы с Даосом. В прошлом они встречают Клауса Ф. Лестера (англ. Claus F. Lester) , специалиста по вызову духов, который вместе с героями ввязываются в затеянную авантюру. По пути к ним присоединяется и полуэльф Арчи Клейн (англ. Arche Klein), изначально охваченная духом её подруги — Лиа, погибшей при захвате помощником Даоса Деметрилом деревни Хармел.
Барт, отец Арчи, направляет героев к Дереву Жизни. Там они выясняют, что вся магическая энергия хранится именно в этом дереве. Кресс вспоминает, что во время охоты вместе с Честером он видел Дерево уже не таким цветущим и богатым силой, то есть магия через 100 лет полностью исчезнет. А это значит, что для победы над Даосом надо ещё и спасти это дерево.

## Технические особенности
Tales of Phantasia стала первой игрой для Super Famicom, использующей 48-мегабитный картридж. Ещё одной особенностью игры стало использование голосовых аудиоэффектов.

## Музыка
Авторами саундтрека к игре являются японские композиторы Мотои Сакураба и Синдзи Томура, написавшие также музыку и ко многим последующим играм серии Tales. В игре Сакураба появляется в камео-роли: его изображает пианист в гильдии авантюристов в Альванисте. Вступительную песню к игре «The Dream will not End»  (яп. 夢は終わらない Yume-wa Owaranai) в версиях для PS и PSP исполняет певица Юкари Ёсида.

## Аниме
По мотивам игры в 2004 году было выпущено аниме «Сказания фантазии», состоящее из четырёх эпизодов.

## Отзывы
| Сводный рейтинг    | Сводный рейтинг | Сводный рейтинг | Сводный рейтинг |
| Издание            | Оценка          | Оценка          | Оценка          |
| Издание            | GBA             | PS              | SNES            |
| ------------------ | --------------- | --------------- | --------------- |
| GameRankings       | 73,34 %         | 90 %            | 93,5 %          |
| Metacritic         | 76 / 100        | N/A             | N/A             |
| Иноязычные издания |                 |                 |                 |
| Издание            | Оценка          | Оценка          | Оценка          |
| Издание            | GBA             | PS              | SNES            |
| EGM                | 7 / 10          | N/A             | N/A             |
| Eurogamer          | 6 / 10          | N/A             | N/A             |
| Famitsu            | 28 / 40         | 29 / 40         | 30 / 40         |
| GameFan            | N/A             | N/A             | 258 / 300       |
| Game Informer      | 7,3 / 10        | N/A             | N/A             |
| GameSpot           | 7,2 / 10        | N/A             | N/A             |
| IGN                | 7,5 / 10        | N/A             | N/A             |
| RPGFan             | 77 %            | 90 %            | 97 %            |
| Cubed3             | N/A             | N/A             | 9 / 10          |

Оригинальная Super Famicom Tales of Phantasia получила 30 из 40 в журнале Weekly Famitsu.